# Ferenc Rofusz

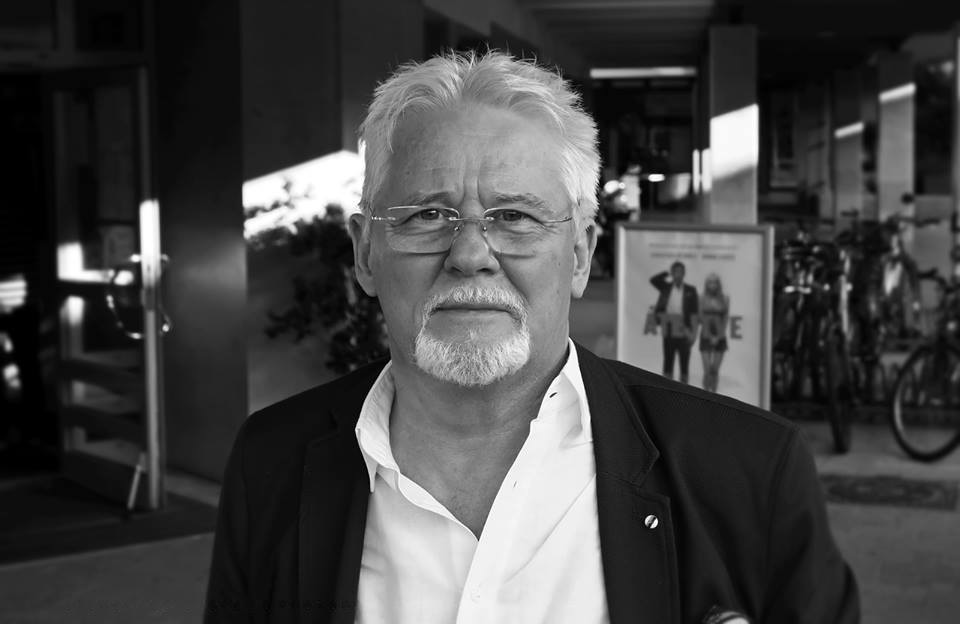
Ferenc Rofusz

Ferenc Rófusz (* 19. August 1946 in Budapest) ist ein ungarischer Animator.

## Leben
Rófusz interessierte sich bereits früh für Animationsfilme und besuchte während der Schulzeit Zeichen- und Animationskurse. Er arbeitete zunächst ab 1966 als Setdesigner und Animator bei der ungarischen Mafilm und kam 1968 zum Pannonia Filmstudio, wo er unter anderem mit Marcell Jankovics zusammenarbeitete. Sein Debütfilm als Regisseur wurde 1974 der Kurzanimationsfilm A kő. Für Die Fliege erhielt er 1981 einen Oscar in der Kategorie Bester animierter Kurzfilm.
Im Jahr 1984 zog Rofusz als Gastarbeiter in die Bundesrepublik und arbeitete als Animator am Langtrickfilm In der Arche ist der Wurm drin. Rófusz ging vier Jahre später mit seiner Frau und seinen beiden Söhnen nach Kanada, wo er als Werbefilmer arbeitete und 1990 ein eigenes Filmproduktionsstudio gründete. Aus wirtschaftlichen Gründen musste er sein Studio Mitte der 1990er-Jahre schließen. Nach einiger Zeit paralleler Arbeit in den USA und Kanada kehrte er 2002 nach Ungarn zurück.

## Filmografie
- 1974: Adolars phantastische Abenteuer (A Mézga család különös kalandjai) (TV-Serie) – nur Animation
- 1974: A kő
- 1976: Gusztáv olvasna
- 1980: Die Fliege (A légy)
- 1984: Gravitáció
- 1988: In der Arche ist der Wurm drin – nur Animation
- 1991: The Wish That Changed Christmas (TV) – nur Animatiossequenz
- 2003: Ceasefire!
- 2004: Szerencsi, fel!
- 2005: Dog’s Life
- 2010: Ticket
- 2017: Hoppi Tales
- 2019: The Last Supper

## Auszeichnungen
- 1981: Oscar, Bester animierter Kurzfilm, für Die Fliege
- 1981: Don Quixote Award auf dem Krakowski Festiwal Filmowy für Die Fliege
- 1984: OIAF Award auf dem Ottawa International Animation Festival für Gravitáció
- 2011: Kossuth-Preis für das Lebenswerk[3]